# The Long Walk
The Long Walk és una novel·la escrita per l'escriptor nord-americà Stephen King publicada originalment sota el pseudònim de Richard Bachman l'any 1979. Situada en un futur pròxim, l'argument gira en torn els participants en un horrible concurs de caminar, que té lloc anualment en una versió despòtica i totalitària dels Estats Units d'Amèrica.

## Resum
Cent nois adolescents (escollits a l'atzar d'entre un gran nombre de sol·licitants) participen en un concurs de caminar anual anomenat "La Llarga Marxa". Cada Marxador ha de mantenir una velocitat d'almenys 6,5 kilòmetres per hora; si baixa d'aquesta velocitat durant més de 30 segons (tots a la vegada o durant un lapse de temps), rep un avís verbal. Els avisos es donen per una gran varietat d'ofenses, incloent-hi assaltar un altre Marxador o acceptar l'ajuda dels espectadors. Els marxadors poden perdre avisos caminant durant una hora sense rebre'n un altre. Si un Marxador amb tres avisos baixa la seva velocitat un altre cop o trenca alguna regla, rebrà "el seu passaport".
Al principi del llibre, el significat de l'expressió "donar el passaport" es manté intencionadament vague, però poc després de l'inici de la Marxa ja queda clar que "guanyar-se el passaport" significa ésser disparat fins a la mort per uns soldats que vigilen l'esdeveniment des d'uns vehicles-eruga. Un Marxador sense avisos que comença a baixar el seu ritme té un lapse total de dos minuts abans de ser mort. De totes maneres, els Marxadors poden ser disparats a l'acte per haver comès certes violacions a les normes, com abandonar la carretera o assaltar un vehicle-eruga.
L'esdeveniment està organitzat per un personatge anomenat "El Comandant", que és el màxim responsable de la Marxa i en ell concentra una gran quantitat de poder.
No hi ha parades, ni descansos, ni línies d'arribada establertes durant La llarga marxa, que acaba quan només queda un sol Marxador. D'acord amb les regles establertes, els Marxadors poden obtenir ajuda només dels soldats que els vigilen des dels vehicles-eruga. Els Marxadors poden demanar una cantimplora plena d'aigua fresca tants cops com vulguin i uns cinturons especials amb concentrats alimentaris (similars als desenvolupats pel programa espacial de la NASA) són repartits cada dia a les 9:00 a.m. Els Marxadors poden portar de casa tot el que vulguin sempre que ho puguin carregar, incloent-hi menjar; però no poden acceptar l'ajuda que els sigui subministrada des de l'exterior un cop la Marxa hagi començat. Mentre que no està permès que un Marxador interfereixi amb un altre amb la intenció d'eliminar-lo de la competició, sí que es permet que els Marxadors s'ajudin mútuament, sempre que no baixin dels 6,5 kilòmetres per hora. El guanyador de la Marxa rep "El Premi", que consisteix en tot el que ell vulgui durant la resta de la seva vida. És interessant remarcar que molts dels guanyadors de la Llarga Marxa han mort poc després d'acabar donades les extremes condicions físiques i psicològiques a què es veuen sotmesos. La Llarga Marxa no és tant una prova física com una de psicològica, ja que els Marxadors es veuen pressionats contínuament contra la idea de la mort i de la seva pròpia mortalitat. Els concursants han arribat a gatejar a 6,5 kilòmetres per hora per sobreviure un cop les seves cames han fet fallida. La història compta amb alguns personatges amb col·lapse mental total i altres amb algunes degeneracions mentals producte de l'estrès i la falta de son.
La Llarga Marxa comença cada any a les 9:00 a.m. del dia 1 de maig a la frontera entre Maine i el Canadà i continua cap al sud vorejant la costa est dels EUA fins que queda un sol Marxador en competició. El protagonista de la novel·la és Ray Garraty, un noi de 16 anys. En poca estona, Garraty es fa amb altres nois -com Peter McVries, Arthur "Art" Baker, Hank Olson, Collie Parker, Pearson i Abraham- als qui més tard coneixerà com "Els mosqueters". Un altre Marxador, Gary Barkovitch, es converteix ràpidament ell mateix en un antagonista extern, ja que enrabia els altres Marxadors amb les múltiples promeses de "ballar sobre les seves tombes". Això acaba amb la mort immediata d'un company Marxador, Rank, que rep el seu passaport quan es barallava amb Barkovich. Finalment, el més enigmàtic Marxador és un noi anomenat Stebbins. Durant la Marxa, l'Stebbins s'estableix com un solitari observant el terra per sota seu mentre sent queixar-se els altres Marxadors. L'únic personatge amb qui Stebbins interacciona realment és en Ray Garraty i les seves converses al·ludeixen al conte Alícia al País de les Meravelles, ja que en Garraty relaciona Stebbins amb L'Eruga. Stebbins el corregeix, i es creu ser més proper al Conill Blanc.
A la carretera, els Marxadors s'assabenten que un del grup, l'Scramm —que és el favorit de la Marxa a les cases d'apostes— està casat. Quan l'Scramm contrau la pneumònia els Marxadors restants acorden que el guanyador haurà de cedir part del Premi a la vídua embarassada de l'Scramm, la Cathy.
Durant la Marxa es pot comprovar que les persones externes que interfereixen a la Marxa poden "guanyar-se el passaport". El primer exemple es pot veure quan la mare d'un marxador anomenat Percy intenta "salvar-lo" (de fet, el maten quan intenta escapar-se camp a través). Només l'acció de la policia local evita que la dona sigui executada. Un altre exemple és quan el gos d'un dels espectadors salta a la carretera davant dels Marxadors i els soldats l'executen allà mateix.
En Garraty es fa molt amic d'en McVries, un noi amb una característica cicatriu a la cara que es va apuntar a la marxa amb ànsies de suïcidar-se.
Després de cinc dies i centenars de kilòmetres de caminar, la Marxa es redueix a Garraty i Stebbins, i aquest últim admet ser fill il·legítim del Comandant i la "llebre" de la cursa, que fa que els altres participants corrin més lluny i més ràpid. Al final del llibre, en Garraty decideix rendir-se després d'adonar-se que l'Stebbins no ha mostrat cap signe de debilitat durant la Marxa. Garraty atrapa l'Stebbins amb la intenció d'explicar-li-ho però abans que l'Stebbins pugui parlar, agafa la samarreta d'en Garraty, diu "Oh, Garraty", es desmaia i cau a terra. Per tant, Garraty és declarat el guanyador.
En aquest punt, amb un estat mental severament degenerat, en Garraty veu una "figura fosca" venint cap a ell. Alguns lectors han interpretat aquesta figura fosca com el personatge recurrent d'Stephen King, Randall Flagg. Una segona especulació ve de la referència anterior de l'Stebbins sobre les ànimes dels Marxadors morts prop seu, i que la figura fosca és l'ànima d'en McVries o d'en Baker. Una última especulació és que en Garraty està perseguint una part de la seva personalitat, la seva esperança que creia abandonada a Freeport. Ignorant (o més aviat no adonant-se) de la celebració que hi havia al seu voltant, en Garraty s'aparta del cos de l'Stebbins i camina cap a la figura fosca; quan algú, possiblement el Comandant, intenta agafar-lo; en Garraty comença a córrer.

## Rerefons de la història
La Marxa té lloc als Estats Units d'Amèrica en un futur pròxim. Encara que la història se situa dins una història alternativa, com es pot deduir a partir de la referència als "atacs de l'aviació alemanya a la Costa Est dels EUA durant la Segona Guerra Mundial" d'entre altres exemples. Els detalls de la vida ordinària es deixen vagues intencionadament, encara que es poden captar trossos d'informació provinents de les converses dels nois. Evidentment, es va produir com una mena de cop d'estat militar encara que no se sap si va ser intern o extern i els drets civils van ser retallats dràsticament. Hi ha referència a 51 estats, encara que a vegades els estats són referits com a "regions" i el governador de l'estat de Nou Hampshire és referit com a governador Provo. També es fan referència als "Esquadrons", que es poden emportar persones de les seves cases (com li va passar al pare d'en Garraty) per ofenses com parlar en contra de la Llarga Marxa o intentar fer-se enrere si hi ha de concursar un cop passada la data límit de retirada. El concepte de la Llarga Marxa sembla una mena de "pa i circ", un intent deliberat d'aplacar les masses amb espectacle per tal que no pensin gaire.

## Personatges
- Peter McVries - és un home jove, atlètic i amb bons músculs, amb un sentit de l'humor sardònic i una actitud cínica. Crea la idea dels Mosqueters i es fa amic d'en Garraty, a qui salva en diverses ocasions que aquest últim "es guanyi el passaport". Dona consells contínuament a en Garraty, encara que admet que perdrà el joc i està esperant a morir. Revela que una vegada va estar enamorat d'una noia però la relació va acabar malament a causa de les diferències financeres entre un i l'altre, deixant en Peter amb la seva cicatriu i una depressió suïcida. Aquest atac masoquista es manifesta diverses vegades incurrent la idea de la ràbia dels Marxadors amb la seva actitud de "mosqueter", el seu estat d'ànim canvia a l'atzar entre ser molt confident amb els altres i arribar a rebutjar-los; i amb la seva actitud antagonística amb en Barkovich. En Pearson remarca que la Marxa és una forma d'autocàstig per en McVries i que hauria de portar un cartell de "Pega'm fort" al clatell. Durant un moment d'especulació, li diu a en Garraty que quan no pugui avançar més, simplement seurà a l'asfalt i esperarà la seva mort. Quan la Marxa es redueix a tres participants, en McVries manté la seva paraula i seu amb les cames creuades sobre la carretera. En Garraty intenta salvar-lo però en McVries es manté resignat al seu destí. Abans del final, obre els seus ulls i somriu a en Garraty un últim cop abans de ser disparat.
- Stebbins - és el membre més estrany del grup original i l'últim Marxador en morir. Encara que rep el seu avís només començar la Marxa, l'Olson comenta que és una jugada astuta, ja que ara ja sap on és el límit del ritme i estava fresc per esborrar aquest avís més endavant. Silenciosament, es converteix en un solitari i camina separat del grup principal sense parlar amb ningú. Garraty està estranyament fixat amb Stebbins i comença converses amb ell en diferents ocasions. Després de la mort de l'Scramm, l'Stebbins es converteix en el favorit de les apostes, ja que no ha mostrat en tota la Marxa cap signe de fatiga i el descriuen com "fet de diamant" i impossible de derrotar. Després de tot, s'esgota al final del llibre i li revela a en Garraty la seva condició; que és la de fill il·legítim del Comandant. El seu Premi per guanyar la Marxa seria que el Comandant admetés que era el seu fill i "ser portat a casa del seu pare". Desafortunadament, sembla que el Comandant sabia que l'Stebbins era fill il·legítim seu i el va distanciar psicològicament d'ell fent-lo ser la "llebre" (en referència a l'esquer mecànic emprat a les curses de gossos) així que provoca els altres Marxadors amb la intenció de fer-los caminar més lluny i més ràpid amb la intenció d'agafar-lo. Al final l'Stebbins cau mort als peus d'en Garraty.
- Art Baker - és un dels primers Marxadors a fer-se amic d'en Garraty durant la Marxa i a més, part del grup dels "mosqueters" (a més, és dels últims en morir, abans d'en Garraty i l'Stebbins). Amistós i sincer, és el personatge més honest i el que tendeix menys a parlar crípticament o amb metàfores. Després d'un curt període de deliri, cau a terra fent-se un trau al front i trencant-se alguna cosa que li provoca una hemorràgia nasal. Just abans de rebre el passaport, li demana a en Garraty un últim favor si aquest guanya la Marxa. Vol un taüt folrat de plom; en referència a una conversa anterior sobre l'oncle d'en Baker, que era enterrador. En Garraty li demana "caminar una mica més lluny" però en Baker no pot. També li diu a en Garraty que no miri "com ho fan" quan els soldats l'han de matar.
- Hank Olson - des d'un principi, l'Olson fa bromes i insulta els altres participants. Creu que arribarà més lluny que els altres perquè en recollir el seu dorsal el Comandant li diu "aixafa'ls a tots". Tot i això, l'Olson és dels que es cansa més ràpidament, convertint-se en una "closca dorment". Encara que està exhaust, continua caminant aliè als seus voltants. En Garraty compara l'Olson amb L'holandès errant, que continuava al seu vaixell quan tota la tripulació era morta. L'Stebbins es refereix a l'Olson com una demostració del poder de la ment sobre el cos perquè encara que ja ha sucumbit mentalment a la fatiga, les seves cames segueixen caminant. Sorprenentment, l'Olson sobreviu a gran part dels altres Marxadors, admetent finalment a en Garraty que "no vol morir". Al final, intenta assaltar un dels vehicles-eruga i és disparat pels soldats encara que no el maten. L'Olson segueix caminant per a sorpresa dels Marxadors fins que els seus intestins comencen a caure a terra "com salsitxes" i mor després d'alçar els seus braços cridant "Ho he fet malament!".
- Gary Barkovich - en Barkovich basa el seu personatge a ser un Marxador cridaner al qual tothom vol sobreviure. Primer provoca un noi anomenat Rank i es barallen, finalment morint en Rank. Gràcies a això, els altres Marxadors es posen en contra d'en Barkovich titllant-lo d'"assassí". En McVries afirma diverses vegades que el seu únic objectiu és sobreviure a en Barkovich. En un moment de debilitat amb en Garraty, en Barkovich afirma que voldria tenir amics però que no sap actuar d'una altra forma. Acorda, si guanya la Marxa, donar part del premi a la vídua de l'Scramm encara que més tard comença a embolicar els altres Marxadors fins que s'adonen que en Barkovich finalment ha perdut el cap. En un punt durant la nit se senten uns quants trets i en Garraty pregunta si en Barkovich ja és mort. Aquest contesta des del final del grup que encara no està acabat. Llavors comença a cridar d'agonia, s'arrenca la seva pròpia gola i finalment és disparat pels soldats.
- Collie Parker - el dur dels Marxadors, Parker o "Collie" com li diuen durant la història és el més expressiu del grup i ho demostra constantment contra els soldats, la Marxa i les multituds d'espectadors. Contínuament parla en contra del "maleït temps de Maine" i punxa a en Garraty (natural de Maine) dient que Maine és l'estat "més fotut dels 51". En un punt de la Marxa, en Garraty sent uns trets i pensa que un altre marxador "s'ha guanyat el passaport". Per a la seva sorpresa, veu a en Collie sostenint un dels rifles dels soldats, robat mentre feien el canvi de torn. En Parker ha matat un dels soldats i demana que els Marxadors l'ajudin fins que és disparat per l'esquena.
- Scramm - és un home jove agradable, descrit com un noi simple que va deixar els estudis i es va casar abans d'hora, favorit en les apostes de Las Vegas. Tot i ser el favorit i comentar que és capaç de caminar llargues distàncies, sucumbeix a la pneumònia. Adonant-se que se li acaba el temps, agraeix els seus companys els intents per ajudar econòmicament la seva dona, jove i embarassada. Llavors camina cap en Mike (que té rampes a l'estómac) i en Joe, dos germans hopis i acorden tots tres sortir de la carretera i esquivant les multituds. Seuen a la gespa i parlen tranquil·lament fins que els maten a tots tres.
- Jan - és la núvia d'en Garraty amb qui té una relació estable. Estableix la Jan com a símbol de la seva vida i la seva esperança per seguir caminant. Quan arriba la notícia de què en Ray ha sigut escollit com a Marxador, la Jan s'enfada molt i intenta convèncer-lo que no hi vagi. A la primera part del llibre, en Garraty es determina per seguir caminant almenys fins a arribar al seu poble, on podrà veure la Jan i la seva mare. Quan els Marxadors arriben, en Garraty només pot tocar-la breument abans que en McVries l'arrenqui de les mans de la Jan amb l'objectiu que no sigui disparat.
- El Comandant - no es presenta gaire informació biogràfica al llibre però gràcies al testimoni de l'Stebbins sabem que ronda els 38-39 anys i s'ha encarregat de la Llarga Marxa des de fa tretze anys. És un home metòdic conegut per la seva puntualitat i decòrum, fa la seva primera aparició a la línia de sortida repartint els dorsals i donant inici de la cursa amb la seva principal frase: "Sort a tots". Reapareix estratègicament cada cop que es trenca algun rècord o a seccions predeterminades de la Marxa; mentre que l'opinió dels Marxadors sobre el Comandant va degenerant ràpidament, dient-li assassí i sàdic. Apareix al final de la Marxa, preparat per donar a en Garraty el premi, però aquest no el reconeix i creu que és un "maleït ximple" que ha saltat a la carretera.
- La multitud - els espectadors de la Llarga Marxa fan un paper cada cop més important mentre la Marxa progressa. No es permet que ningú miri el principi de la Marxa (es rumoreja que per no minar la concentració dels Marxadors), es permet que cada cop vagin apareixent en més quantitat. Els espectadors venen de tot el país per a animar els Marxadors amb pancartes i lemes. En Garraty veu molts cartells que el proclamen "el de Maine" i altres que diuen "Ànims, Garraty". Mentre la Marxa progressa, la multitud cada cop és més intrusiva amb diferents espectadors intentant ajudar els marxadors oferint llaunes de refresc, donant meló o en un cas, una mare intenta tibar del seu fill per a intentar que abandoni la Marxa. A mesura que la intensitat i el volum dels espectadors va augmentant, els Marxadors es van tornant cada cop més hostils i paranoics. Al final, tal com l'Stebbins va predir, els Marxadors s'obliden completament de l'existència dels espectadors quasi per complet, mentre es concentren en la carretera que tenen al davant.

## Llista de morts
L'asterisc (*) indica que els marxadors són mencionats en el llibre a la vegada. Això vol dir que no hi ha manera de determinar un ordre correcte. Moltes de les raons de mort expressades amb un "?" tracten del fet que el marxador ha baixat el seu ritme massa vegades a falta de més informació.
| Ordre | Nom              | Nombre   | Raó de la mort                                                   |
| ----- | ---------------- | -------- | ---------------------------------------------------------------- |
| 1.    | Curley, ?        | Num. 7   | Hematoma muscular al quàdriceps                                  |
| 2.    | Ewing, ?         | Num. 9   | Butllofes                                                        |
| 3.    | noi guai         | Num. ?   | Baixar massa el ritme                                            |
| 4.    | Zuck, ?          | Num. 100 | Dessagnat per una ferida al genoll                               |
| 5.    | Travin, ?        | Num. ?   | Alentit per la diarrea, disparat quan volia buidar els budells.  |
| 6.    | Fenter, ?        | Num. 12  | Rampa al peu                                                     |
| 7.    | Larson, ?        | Num. 60  | Fatiga: seu i no es pot tornar a aixecar                         |
| 8.    | Noi desconegut   | Num. ?   | ?                                                                |
| 9.    | Toland, ?        | Num. ?   | Es desmaia                                                       |
| 10.   | Noi desconegut   | Num. ?   | ?                                                                |
| 11.   | Noi desconegut   | Num. ?   | ?                                                                |
| 12.   | Noi desconegut   | Num. ?   | ?                                                                |
| 13.   | Baker, James     | Num. 4   | ?                                                                |
| 14.   | Rank, ?          | Num. ?   | Barallant-se amb en Barkovich, cau al terra i no pot reaccionar. |
| 15.   | Noi desconegut   | Num. ?   | ?                                                                |
| 16.   | Noi desconegut   | Num. ?   | Disparat mentre intentava fugir a través del bosc                |
| 17.   | Noi desconegut   | Num. 45  | Cau                                                              |
| *18.  | Noi desconegut   | Num. ?   | ?                                                                |
| * 19. | Noi desconegut   | Num. ?   | ?                                                                |
| * 20. | Noi desconegut   | Num. ?   | ?                                                                |
| *21.  | Noi desconegut   | Num. ?   | ?                                                                |
| *22.  | Noi desconegut   | Num. ?   | ?                                                                |
| *23.  | Noi desconegut   | Num. ?   | ?                                                                |
| *24.  | Noi desconegut   | Num. ?   | ?                                                                |
| *25.  | Davidson, ?      | Num. 8   | ?                                                                |
| 26.   | Noi desconegut   | Num. ?   | ?                                                                |
| 27.   | Noi desconegut   | Num. ?   | ?                                                                |
| 28.   | Yannick, ?       | Num. 98  | ?                                                                |
| 29.   | Noi desconegut   | Num. ?   | Convulsions                                                      |
| 30.   | Gribble, ?       | Num. 48  | Vasocongestió                                                    |
| 31.   | Harkness, ?      | Num. 49  | Fatiga, estava "cremat"                                          |
| 32.   | ?, Percy         | Num. 31  | Intentava escapar a través del bosc                              |
| 33.   | Noi desconegut   | Num. ?   | ?                                                                |
| 34.   | Noi desconegut   | Num. ?   | ?                                                                |
| *35.  | Wayne, ?         | Num. 94  | ?                                                                |
| *36.  | Noi desconegut   | Num. ?   | ?                                                                |
| 37.   | Morgan, Frank    | Num. 64  | ?                                                                |
| 38.   | Noi desconegut   | Num. ?   | ?                                                                |
| 39.   | Noi desconegut   | Num. 38  | Un vehicle-eruga passa per sobre dels seus peus                  |
| 40.   | Noi desconegut   | Num. ?   | ?                                                                |
| *41.  | Tressler, ?      | Num. 92  | Cop de calor                                                     |
| *42.  | Noi desconegut   | Num. ?   | Convulsions                                                      |
| *43.  | Aaronson, ?      | Num. 1   | Té rampes en ambdós peus                                         |
| *44.  | Noi desconegut   | Num. ?   | Cop de calor                                                     |
| 45.   | Noi desconegut   | Num. ?   | ?                                                                |
| 46.   | Noi desconegut   | Num. ?   | ?                                                                |
| 47.   | Noi desconegut   | Num. ?   | ?                                                                |
| 48.   | Jensen, ?        | Num. ?   | Se surt de la carretera per una pedregada                        |
| 49.   | Noi desconegut   | Num. ?   | Es desmaia                                                       |
| 50.   | Fenum, Roger     | Num. 13  | Es desmaia                                                       |
| 51.   | Noi desconegut   | Num. ?   | ?                                                                |
| 52.   | Noi desconegut   | Num. ?   | ?                                                                |
| 53.   | Olson, Hank      | Num. 70  | disparat mentre intentava assaltar un vehicle-eruga              |
| 54.   | Noi desconegut   | Num. ?   | ?                                                                |
| 55.   | Noi desconegut   | Num. ?   | ?                                                                |
| 56.   | Noi desconegut   | Num. ?   | ?                                                                |
| 57.   | Noi desconegut   | Num. ?   | ?                                                                |
| 58.   | Noi desconegut   | Num. ?   | ?                                                                |
| *59.  | Scramm, ?        | Num. 85  | Pneumònia/seu al terra                                           |
| *60.  | ?, Mike          | Num. ?   | Rampes a l'estómac/seu al terra                                  |
| 61.   | ?, Joe           | Num. ?   | No volia quedar-se sense el seu germà/seu al terra               |
| 62.   | Noi desconegut   | Num. ?   | ?                                                                |
| 63.   | Gallant, ?       | Num. ?   | ?                                                                |
| 64.   | Milligan, ?      | Num. ?   | Mal de cap provocat pels crits d'ànim                            |
| 65.   | Noi desconegut   | Num. ?   | ?                                                                |
| 66.   | Noi desconegut   | Num. ?   | ?                                                                |
| 67.   | Quince, Harold   | Num. ?   | ?                                                                |
| 68.   | Barkovitch, Gary | Num. 5   | S'arrenca la seva pròpia gola                                    |
| *69.  | Noi desconegut   | Num. ?   | ?                                                                |
| *70.  | Noi desconegut   | Num. ?   | ?                                                                |
| *71.  | Noi desconegut   | Num. ?   | ?                                                                |
| *72.  | Noi desconegut   | Num. ?   | ?                                                                |
| *73.  | Noi desconegut   | Num. ?   | ?                                                                |
| *74.  | Pearson, ?       | Num. ?   | Vòmits                                                           |
| 75.   | Field, Charlie   | Num. ?   | ?                                                                |
| 76.   | Unknown boy      | Num. ?   | ?                                                                |
| *77.  | Klingerman, ?    | Num. 59  | Apendicitis                                                      |
| *78.  | Noi desconegut   | Num. ?   | ?                                                                |
| *79.  | Noi desconegut   | Num. ?   | ?                                                                |
| 80.   | Tubbins, ?       | Num. ?   | Bogeria                                                          |
| 81.   | Noi desconegut   | Num. ?   | ?                                                                |
| 82.   | Parker, Collie   | Num. ?   | Disparat quan intentava assaltar un vehicle-eruga                |
| 83.   | Wyman, Marty     | Num. 97  | Es rendeix                                                       |
| 84.   | Sledge, Bobby    | Num. ?   | Intenta escapar a través de la gent                              |
| 85.   | Noi desconegut   | Num. ?   | ?                                                                |
| 86.   | Noi desconegut   | Num. ?   | ?                                                                |
| *87.  | Noi desconegut   | Num. ?   | ?                                                                |
| *88.  | Noi desconegut   | Num. ?   | ?                                                                |
| *89.  | Noi desconegut   | Num. ?   | ?                                                                |
| *90.  | Noi desconegut   | Num. ?   | ?                                                                |
| *91.  | Noi desconegut   | Num. ?   | Explota                                                          |
| 92.   | Abraham, ?       | Num. 2   | Febre induïda per la fatiga                                      |
| 93.   | Pastor, Bruce    | Num. ?   | ?                                                                |
| 94.   | Fielder, George  | Num. ?   | Bogeria                                                          |
| 95.   | Hough, Bill      | Num. ?   | ?                                                                |
| 96.   | Rattigan, ?      | Num. ?   | ?                                                                |
| 97.   | Baker, Art       | Num. 3   | Hemorràgia                                                       |
| 98.   | McVries, Peter   | Num. 61  | Seu al terra                                                     |
| 99.   | Stebbins, ?      | Num. 88  | Mort súbita a causa de la fatiga                                 |

## Consells i procediments
Tots els Marxadors reben abans de la Marxa un llibret amb una sèrie de consells, que van sent nomenats al llarg del llibre:
- 'Consell 13: conservar les energies sempre que sigui possible.
- Consell 6: anar el més lent possible i d'una forma relaxada estalvia energia.
- Consell 3: no portar sabatilles amb sola de cautxú. A la Llarga Marxa, res provoca tantes butllofes als peus, i tan ràpidament, com unes soles de cautxú.
- Consell 12: (no es pronuncia de forma específica, però recomana portar mitjons blancs esportius)
- Consell 10: tracta d'estalviar aire. Si fumes, procura no fer-ho durant la Llarga Marxa.

Cada any, centenars de nois sol·liciten participar en la Llarga Marxa. Els sol·licitants han de passar una sèrie d'exàmens dels quals destaca una redacció sobre per què creuen que han de ser escollits. Els que aproven l'examen, són portats a un sorteig de loteria que s'emet per televisió per a tot el país. Dos-cents noms són extrets, dels quals cent són Marxadors titulars i hi ha altres cent que són suplents. El sorteig se celebra mesos abans de l'inici de la Marxa, amb diverses dates límit per a retirar-se. Si algú es retira, el primer suplent (basat en el número d'extracció) es mou a la posició de titular. Les notificacions sobre si un Marxador és titular o reserva no s'envien fins al dia límit per poder retirar-se, que és el dia anterior a l'inici de la Marxa.

## La ruta
- Si ens basem en els detalls donats per l'autor, la Marxa comença a Van Buren, Maine.
- A la novel·la, la Marxa discorre per la carretera Interestatal 1, a través de Limestone, Caribou, Jefferson, Oldtown, Augusta, Lewinston; la completament fictícia Portervile, el poble natal d'en Garraty, Freeport; Portland i South Portland, Kittery, passen per un braç de terra pertanyent a Nou Hampshire acabant a Danvers, Massachusetts.
- Jefferson és mencionada com la ciutat "El Club dels Cent", ja que marca les 100 primeres milles de la Marxa. En realitat, Jefferson està a 287 milles de Van Buren (assumint que aquest sigui el punt d'inici), i a 150 milles del punt més proper pertanyent a la frontera Maine/Canadà.

## Edicions
La Larga Marcha (en castellà): ISBN 84-9793-001-0